# ТЕЦ заводу феросплавів у Актобе
ТЕЦ заводу феросплавів у Актобе — теплова електростанція, яка обслуговує феросплавний майданчик на північному-заході Казахстану.
На момент запуску в 1943 році Актюбінського заводу феросплавів у його складі діяв енергетичний цех, який з 1960-го виокремили та перетворили на сьогоднішню ТЕЦ Актобе. За кілька десятків років по тому феросплавний завод знову отримав власну електростанцію, для чого в 2002 році тут ввели в дію парогазовий блок комбінованого циклу потужністю 135 МВт. В її складі діє одна газова турбіна потужністю 98 МВт, яка через котел-утилізатор живить одну парову турбіну з показником у 37 МВт.
На відхідних газах газової турбіни котел-утилізатор продукує 160 тонн пари на годину, а за умови підключення додаткових пальників може видавати 250 тонн пари. Частина пари споживається для теплозабезпечення підприємства.
ТЕЦ забезпечує покриває потреби заводу феросплавів у електроенергії на 80 % і у тепловій енергії на 100 %. За потреби надлишкова електроенергія може постачатись зовнішнім споживачам по ЛЕП, що працює під напругою 110 кВ.
Як паливо використовують природний газ, що надходить до Актобе по трубопроводах Красний Октябрь — Актобе та Жанажол — Актобе.
Видалення продуктів згоряння відбувається через димар висотою 45 метрів.
На початку 2020-х оголосили про наміри реалізувати екологічний проект зі спорудженням на заводі феросплавів ще однієї черги з однією чи двома паровими турбінами загальною потужністю 100 МВт. Пару вироблятимуть шляхом повної утилізації феросплавного газу, який утворюється при роботу печей заводу та поки спалюється, що створює суттєвий негативний вплив на довкілля.